# Großsteingrab Katschow
Das Großsteingrab Katschow war eine megalithische Grabanlage der jungsteinzeitlichen Trichterbecherkultur bei Katschow, einem Ortsteil von Dargen auf Usedom im Landkreis Vorpommern-Greifswald (Mecklenburg-Vorpommern). Es wurde Ende der 1850er Jahre zur Gewinnung von Baumaterial für die Chaussee von Swinemünde nach Usedom zerstört. Sein genauer Standort ist nicht überliefert, nur dass es sich in der Nähe der Straße befand. Auch Angaben zu Maßen, Ausrichtung und Typ des Grabes liegen nicht vor. Bei seiner Zerstörung wurden zahlreiche Feuerstein-Beile gefunden, deren Verbleib unbekannt ist.